# Prijsdiscriminatie
Prijsdiscriminatie is het vragen van verschillende prijzen voor gelijke producten aan verschillende afnemersgroepen. Prijsdiscriminatie is een vorm van prijsdifferentiatie. Bij prijsdifferentiatie geldt dat verschillende afnemers een verschillende prijs betalen voor een product. Vaak speelt het kostenargument een rol: het kost minder tijd om een man te knippen bij de kapper, dus rekent de kapper een lagere prijs. In geval van prijsdiscriminatie speelt dit argument geen rol: de aanbieder speelt in op een verschil in betalingsbereidheid om op die manier meer winst te maken (consumentensurplus af te romen).
Voorbeelden van prijsdiscriminatie zijn:
- kinderkorting: voor een kind hoeft minder betaald te worden, omdat een kind vaak minder geld heeft, en gezinnen met kinderen niet evenredig meer geld te besteden hebben naarmate er meer kinderen zijn
- kinderkorting en groepskorting bij openbaar vervoer: vaak hebben mensen de auto als alternatief, en de kosten hangen daarbij minder van het aantal mensen af, zolang ze in de auto passen (meer kilogram betekent meer verbruik).
- het NS-Voordeelurenabonnement (voor dezelfde treinreis betaalt de houder minder dan de gewone treinreiziger)
- de Museumkaart (voor dezelfde tentoonstelling betaalt de houder minder dan de gewone museumbezoeker)
- afnemerskorting (de vaste afnemer krijgt een grotere percentuele korting dan de incidentele afnemer)

In sommige gevallen kan het moeilijk zijn met zekerheid te stellen of een verschil in prijs prijsdiscriminatie betreft. In het geval van de afnemerskorting kunnen de percentuele kortingen soms teruggevoerd worden tot lagere kosten voor factureren, minder transportkosten of lagere verpakkingskosten.
In het dagelijkse spraakgebruik heeft het woord discriminatie een negatieve connotatie gekregen. In de term prijsdiscriminatie betekent het woord discriminatie slechts dat "een onderscheid gemaakt wordt", zonder dat dit onderscheid onrechtmatig hoeft te zijn. Toch zijn er ook (vermeende) voorbeelden van prijsdiscriminatie waar in elk geval een zekere mate van onrechtmatigheid verondersteld of vermoed wordt. Een voorbeeld hiervan zijn de beschuldigingen dat Amerikaanse supermarkten in arme zwarte buurten hogere prijzen in rekening brengen dan supermarkten in rijkere blanke buurten.
Echte bewijzen voor een systematisch prijsverschil gebaseerd op ras zijn nooit gevonden. Veel van de geobserveerde verschillen bleken te worden gerechtvaardigd door verschillen in kostenstructuur (waardoor het feitelijk om prijsdifferentiatie draait). Wel werd in sommige gevallen vastgesteld dat mensen in arme buurten dienstverlening van een lagere kwaliteit in de supermarkt kregen (gemeten als minder frequente schoonmaak en minder personeel in de winkel) en desondanks toch dezelfde prijs betaalden.
Drie soorten van prijsdiscriminatie:
- Eerste graad prijsdiscriminatie: Prijsdiscriminatie verschilt per klant. Een voorbeeld is een kapper die zijn prijzen bepaalt aan de hand van wat hij denkt dat de klant betalen kan.
- Tweede graad prijsdiscriminatie: Prijsdiscriminatie aan de hand van de hoeveelheid goederen die je koopt.
- Derde graad prijsdiscriminatie: Prijsdiscriminatie per klantgroep. Zoals hierboven de voorbeelden zijn gegeven met kinderkorting en studentenkorting.